# Urial
Az urial vagy pusztai juh (Ovis vignei) az emlősök (Mammalia) osztályának párosujjú patások (Artiodactyla) rendjébe, ezen belül a tülkösszarvúak (Bovidae) családjába és a kecskeformák (Caprinae) alcsaládjába tartozó faj.

## Előfordulása
Az urial a Pamír, a Hindukus és a Himalája hegyvidéki területein honos 4500 m (14 800 ft) magasságig. Északkelet-Irántól, Afganisztántól, Türkmenisztántól, Tádzsikisztántól, Üzbegisztántól és Délnyugat-Kazahsztántól Észak-Pakisztánig és Északnyugat-Indiáig található meg. A gyepes területeket, a nyílt erdőket és a szelíd lejtőket részesíti előnyben, de a hideg, száraz és kevés növényzetű zónákban is előfordulhat.

## Alfajai
- Ovis vignei cycloceros
- Ovis vignei punjabiensis
- Ovis vignei vignei

## Megjelenése
A kosok nagy szarvakkal rendelkeznek, a fej tetejétől kifelé görbülve a végük felé fordulnak, valahol a fej mögött; a nőstényeknek rövidebb, összenyomott szarvuk van. A kos szarva legfeljebb 100 cm. Egy felnőtt kos marmagassága 80-90 cm között van.

## Szaporodása
Az urial párzási időszaka szeptemberben van, a kosoknál a párzáskor előfordul a Flehmen-reakció is. A jerke vemhességi időszaka 5 hónapig tart.

## Veszélyeztetettsége
Az IUCN a sebezhető fajok közé sorolja az urialt.

## Fordítás
- Ez a szócikk részben vagy egészben  az   Urial című angol Wikipédia-szócikk fordításán alapul.  Az eredeti cikk szerkesztőit annak laptörténete sorolja fel. Ez a jelzés csupán a megfogalmazás eredetét és a szerzői jogokat jelzi, nem szolgál a cikkben szereplő információk forrásmegjelöléseként.